# Bogumił Godfrejów
Bogumił Godfrejów (* 11. Juni 1976 in Krakau) ist ein polnischer Kameramann.

## Karriere
Godfrejów begann als Kameramann im Jahr 2000, wobei er für den Kurzfilm Flashback verantwortlich war. Mit seiner zweiten Mitwirkung an einem Kurzfilm erhielt er mit Sławomir Fabicki bei der Oscarverleihung 2002 eine Nominierung in der Kategorie „Bester Kurzfilm“. Im Anschluss folgte noch die Fertigstellung des zweiten Projekts der beiden polnischen Filmschaffenden. Das Filmdrama Z odzysku konnte bei den europäischen Filmfestspielen einige Preise gewinnen und wurde zudem beim Europäischen Filmpreis 2016 in der Kategorie „Bester Nachwuchsfilm“ nominiert. Godfrejów arbeitete auch mit deutschen Regisseuren zusammen und war als Kameramann für die Filme Wie Licht schmeckt, Sturm, Tabu – Es ist die Seele ein Fremdes auf, Was bleibt und Die Lebenden verantwortlich.

## Filmografie (Auswahl)
- 2000: Flashback (Kurzfilm)
- 2001: Männersache (Męska sprawa, Kurzfilm)
- 2002: Spotkania (Kurzfilm)
- 2006: Z odzysku (Kurzfilm)
- 2006: Wie Licht schmeckt
- 2006: Requiem
- 2009: Die Magie des Wassers (The Strength of Water)
- 2009: Sturm (Storm)
- 2009: Die wundersame Welt der Waschkraft (Dokumentarfilm)
- 2011: Tabu – Es ist die Seele ein Fremdes auf Erden
- 2012: Was bleibt
- 2012: Die Lebenden
- 2018: In the Middle of the River
- 2019: Oleg
- 2019: The Love Europe Project
- 2021: Rhino (Nosorih)
- 2023: Delegation
- 2023: Anxiety (Lęk)